# Richard Southwell Bourke
Pour les articles homonymes, voir Bourke (homonymie).
Richard Southwell Bourke, 6e comte de Mayo, né le 21 février 1822 à Dublin et mort le 8 février 1872 à Port Blair, est un homme politique britannique. Il est titré Lord Naas de 1842 à 1867.

## Biographie
Richard Bourke est le fils aîné du comte de Mayo Robert Bourke. Il étudie au Trinity College de Dublin et commence sa carrière politique en 1847, lorsqu'il est élu à la Chambre des communes pour la circonscription de Kildare. Il reste député jusqu'en 1868, d'abord pour Kildare (1847-1852), puis pour Coleraine (1852-1857) et enfin pour Cockermouth (1857-1868). Il occupe le poste de secrétaire en chef pour l'Irlande à trois reprises, dans les trois gouvernements de Lord Derby (1852, 1858 et 1866-1868). Il hérite du titre de Lord Mayo à la mort de son père, en 1867.
Bourke est nommé gouverneur général et vice-roi des Indes en janvier 1869. Durant son mandat, il consolide les frontières indiennes, assainit les finances du pays et favorise les grands travaux. Il est assassiné en 1872 par un prisonnier avec une dague, Sher Ali Afridi (en), alors qu'il visite la colonie pénitentiaire de Port Blair, Cellular Jail, dans les îles Andaman. Son corps est rapatrié en Irlande et inhumé dans le village de Johnstown.
Il est le créateur du Mayo College, destiné à scolariser les enfants de l'élite indienne.
Après sa mort, une espèce de papillon endémique des Andaman est nommée Papilio mayo en son honneur. Une statue du défunt comte est édifiée dans la ville de Cockermouth en 1875.

### Article
- « Lord Mayo », Le Monde illustré, no 777,‎ 2 mars 1872, p. 4-6